# 高知東郵便局
高知東郵便局（こうちひがしゆうびんきょく）とは、高知県高知市介良にある郵便局である。民営化前の分類では集配普通郵便局であった。局番号は64253。

## 概要
住所：〒781-8799 高知市介良乙952番地1

### 出張所（局外ATM）
かつて当局の所属であったもの。民営化後はゆうちょ銀行松山支店の所属となった。
- サニーマート高須内出張所
- 高知医療センター出張所

## 沿革
- 2000年（平成12年）9月25日　- 高知東郵便局として、高知市介良乙952-1に設置。高知中央郵便局の郵便処理能力が逼迫したため、その対策として新規開局となった。開局と共に大津郵便局および三里郵便局より集配業務を移管[1]。
- 2001年（平成13年）12月3日 - 外国通貨の両替および旅行小切手の売買に関する業務取扱を開始。
- 2007年（平成19年）10月1日 - 郵政民営化に伴い、併設された郵便事業高知東支店に一部業務を移管。
- 2012年（平成24年）10月1日 - 日本郵便株式会社の発足に伴い、郵便事業高知東支店を高知東郵便局に統合。
- 2019年（令和元年）5月27日　- 高知中央郵便局より集配業務の一部を移管[2]。

## 取扱内容
- 郵便、印紙、ゆうパック、内容証明
- 貯金、為替、振替、振込、国際送金、外貨両替・トラベラーズチェック、国債、投資信託
- 生命保険、バイク自賠責保険、自動車保険、変額年金保険
- ゆうちょ銀行ATM
- 郵便番号の上2桁が78地域の地域区分局業務
- 高知市内の一部地域（〒781-00xx、781-08xx、781-80xx、781-81xx、781-01xx、781-51xx）の集配業務
- ゆうゆう窓口

## 周辺
- 高知中央高等学校
- 国道32号（南国バイパス）

## アクセス
- とさでん交通後免線田辺島通停留場から徒歩約12分
- 高知東部交通本江田橋通バス停下車
- 高知自動車道高知ICから南東へ約5km
- 国道32号沿い
- 駐車場あり：32台